# Григор II Маміконян
Григор II Маміконян (вірм. Գրիգոր Բ Մամիկոնյան; д/н —748) — вірменський військовий діяч, спарапет у 745—748 роках, очільник антиарабського повстання, 10-й гахерец ішхан (головуючий князь) в 745—746 і 748 роках.

## Життєпис
За різними відомостями син Грагата Маміконяна або Мушела V Маміконяна (відповідно онук Хамасаспа IV). Разом з братами Давидом і Мушелом був наближеним до гахерец ішхана (головуючого князя) Вірменії Артавазда Камсаркана, оскільки їх сестра Шушан була одружена з ним.
732 року Григор разом з братом Давидом відмовився визнавати призначення Ашота III Багратуні новим гахерец ішханом. Але Маміконяни зазнали поразки віж арабського валі Марвана ібн Мухаммада, потрапивши у полон. Їх усіх було заслано до Ємену.
744 року після смерті халіфа Гішама почалася боротьба за його трон. Цим скористалися Маміконяни, що втекли з заслання, повернувши до Вірменії. Тут очолили нове антиарабське повстання, яке водночас було спрямоване проти роду Багратуні. Але того ж року халіф Марван II завдав поразки Маміконяном, полонивши Давида, якого було страчено.
Втім у 745 році Григор Маміконян зумів перетягнути на свій бік нахарарів та ішханів, які надали йому посаду спарапета, позбавивши її Ашота III Багратуні, а брата Григора — Мушела — оголошено гахерец ішханом. Втім у 746 року Маміконян зазнав поразки від арабів, але продовжив боротьбу. 748 року відновив наступ на Багратуні, оскільки той втратив підтримку від халіфа, що змушений був боротися з повстанням Аббасидів. Григор Маміконян полонив Багратуні, якого наказав засліпити. Того ж року Григор помирає від якоїсь хвороби.